# 卡雲農舍球場
卡雲農舍球場是一個位於英格蘭倫敦哈默史密斯和富勒姆區的專業足球場，是英格蘭超級聯賽球會富咸自1896年以來的主場。球場現時容量為22,384人；1938年與米禾爾的比賽創造了入場人數最高紀錄，吸引了49,335人進場觀戰。球場位於泰晤士河河畔，毗鄰主教公園，球場所在地最初是一個皇室狩獵小屋，已有300多年的歷史。
該球場也曾被美國、澳洲、愛爾蘭和加拿大男子國家隊所使用，亦曾經是橄欖球聯盟球隊富咸欖球聯賽隊的主場。

## 歷史

### 富勒姆使用前

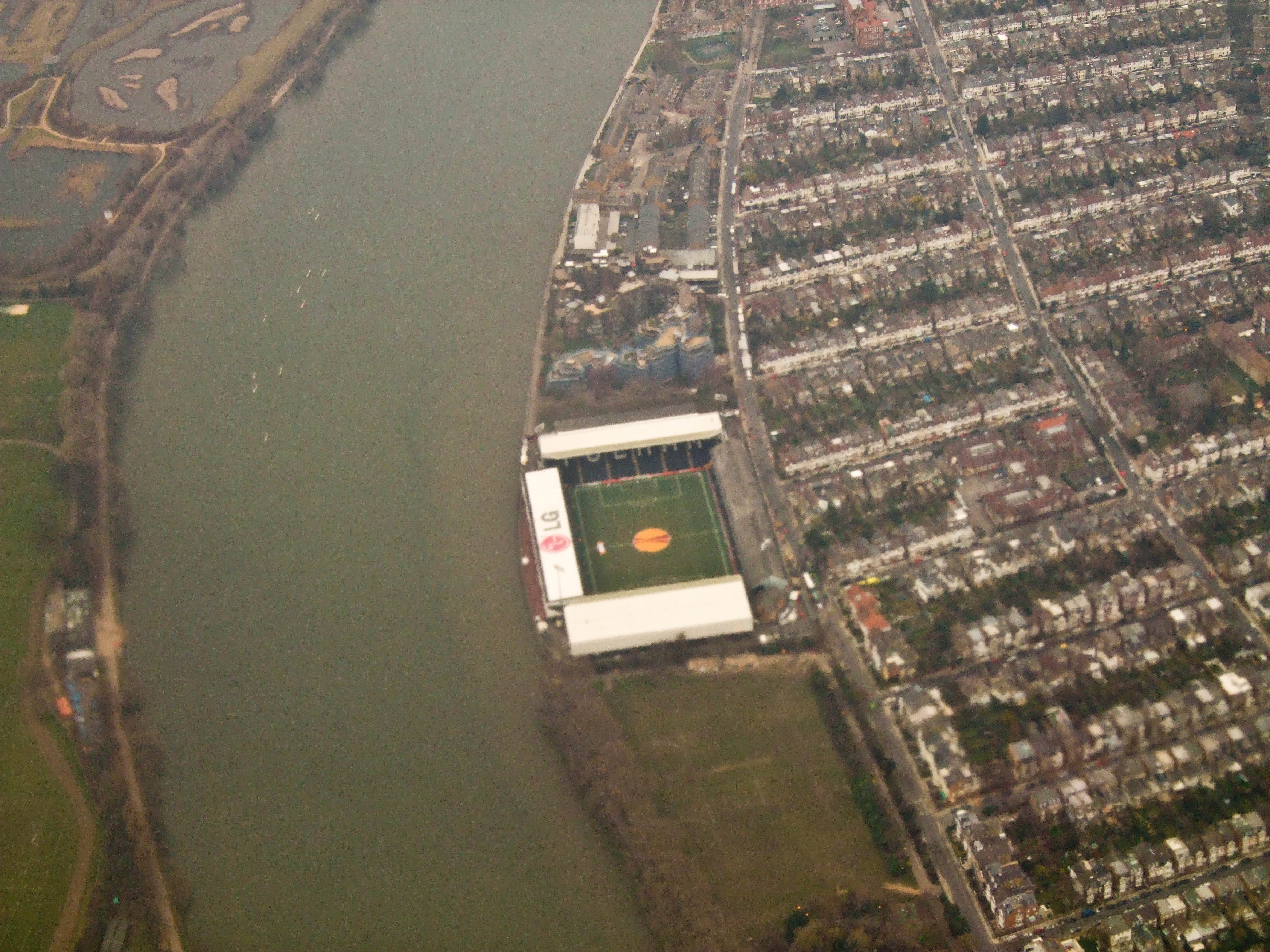
2010年泰晤士河河畔卡雲農舍球場的航拍照片

最初的卡雲農舍建於1780年，由第六代卡雲男爵威廉·卡雲所建造，位置靠近現時的約翰尼·海恩斯看台。當時，周圍地區都是樹林，是安妮·博林狩獵場的一部分。
這間農舍曾由英國作家愛德華·布爾沃-李頓（他寫了《龐貝城末日》）和其他一些知名人士（和有錢人）居住過，直到1888年5月農舍被大火燒毀為止。富勒姆球迷中亦流傳著關於卡雲農舍過去租戶的傳言。球迷聲稱阿瑟·柯南·道爾、傑里米·邊沁、弗羅倫斯·南丁格爾，甚至維多利亞女王都曾住過那裡，儘管沒有真正的證據證明這一點。1888年的火災發生後，農舍所在地被廢棄。富勒姆在入駐卡雲農舍之前曾使用過八個場地。包括卡雲農舍在內，「農場主」歷史上曾使用過十二個場地（包括2002年至2004年使用洛夫特斯路球場為臨時主場），在英國足球圈中，只有他們的前「地主」和競爭對手昆士柏流浪曾使用過更多個主場（十四個）。特別值得注意的是富勒姆曾於1886年至1888年使用過著名的拉內拉赫花園（Ranelagh House）作為主場。

### 建設時期: 1894年–1905年
1894年，當富勒姆的代表第一次來到這片土地時，這裡雜草叢生並不適合作為球場使用。後來富勒姆與場主雙方達成協議，由場主進行平整工作，作為回報，場主將獲得富勒姆一定比例的門票收入。最終花了兩年時間，場地才變得適合在上面踢足球。
卡雲農舍球場舉行第一場有門票收據的足球比賽是1896年10月10日，富勒姆在米德爾塞克斯高級杯賽事中對陣米娜娃足球隊。不久之後，球場上的第一個看台正式建成。它被描述為看起來像一個「橙色盒子」，由四個木結構組成，每個結構可容納約250個座位，後來被親切地稱為「兔子籠」。
1904年，倫敦郡議會開始擔心起球場看台的安全水平，並試圖要求將球場關閉。最後到了1905年1月雙方終於鬧上法庭，結果富勒姆敗訴，因此富勒姆需要為卡雲農舍球場進行重建。其後富勒姆會方聘請了幾年前因設計埃布羅克斯球場而聲名鵲起的蘇格蘭建築師阿奇巴爾·雷奇，為卡雲農舍設計新看台。在一項最終耗資15,000英鎊（創下當時的紀錄）的重建計劃中，雷奇按照他特有的紅磚風格，為卡雲農舍球場建造了一座亭子（現今球場內的「農舍小屋」本體）和史提芬納治路新看台。
史提芬納治路看台在2005年-2006年賽季慶祝了其百年誕辰，2005年10月，富勒姆球會史上最受歡迎的名宿、前英格蘭隊隊長約翰尼·海恩斯在一場車禍中去世後，富勒姆會方在徵求了球迷的意見之後，決定將史提芬納治路看台更名為約翰尼·海恩斯看台以作紀念。

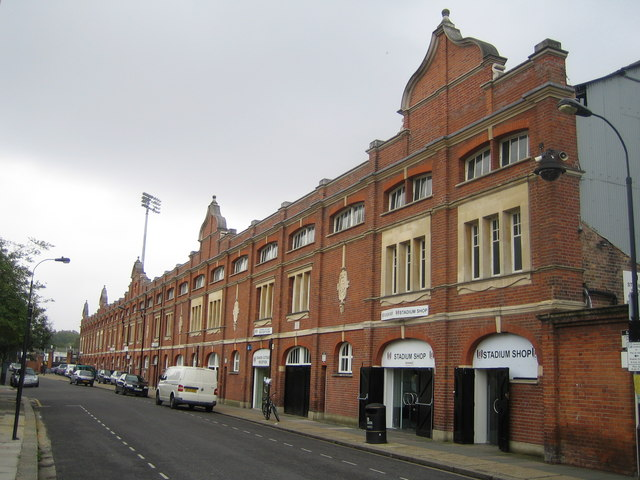
約翰尼·海恩斯看台的外牆

約翰尼·海恩斯看台和農舍小屋自今仍然是現存阿奇巴爾·雷奇足球建築設計的其中一個最佳範例，並且兩座建築都已被指定為二級保護建築。

### 建立起球場的定位
1907年，一場英格蘭對陣威爾斯的國家隊足球比賽在卡雲農舍球場舉行，隨後的1911年在卡雲農舍亦舉行了英格蘭對澳洲的欖球聯盟國際比賽。
富勒姆球會董事之一亨利·諾里斯和他的朋友威廉·霍爾（William Hall）在1910年代初接管了阿仙奴，並隨即計劃將富勒姆與阿仙奴合併，希望於卡雲農舍球場打造一個「倫敦超級俱樂部」。但此行動結果以失敗告終，很大程度上是由於富勒姆直到當時都未曾參與過英格蘭的頂級足球聯賽。另外，亨利·諾里斯還曾計劃在史提芬納治路的另一邊建造一座更大的體育場，但合併想法失敗後這變得幾乎沒有必要。在這個時期，卡雲農舍亦有被唱詩班和軍樂隊使用，以及用於其他表演和彌撒。
1933年，會方曾經計劃拆除看台，並在原址重新建造一座可容納80,000人的新體育場。但主要是由於後來經濟大蕭條的原因，這個計劃從未付諸實現。
1938年10月8日，有49,335名觀眾觀看了富勒姆對米禾爾的比賽。這是卡雲農舍球場有史以來入場人數最多的一次，該記錄一直保持至今，而往後紀錄亦不太可能再被打破，因為它現在已經變成一個全座位體育場，目前球場容量規定無法超過25,700人。該球場亦曾舉辦過1948年夏季奧運會的多場足球比賽，也是當時一眾申辦球場之中，最後僅存至今的數座足球場之一。

### 二戰後

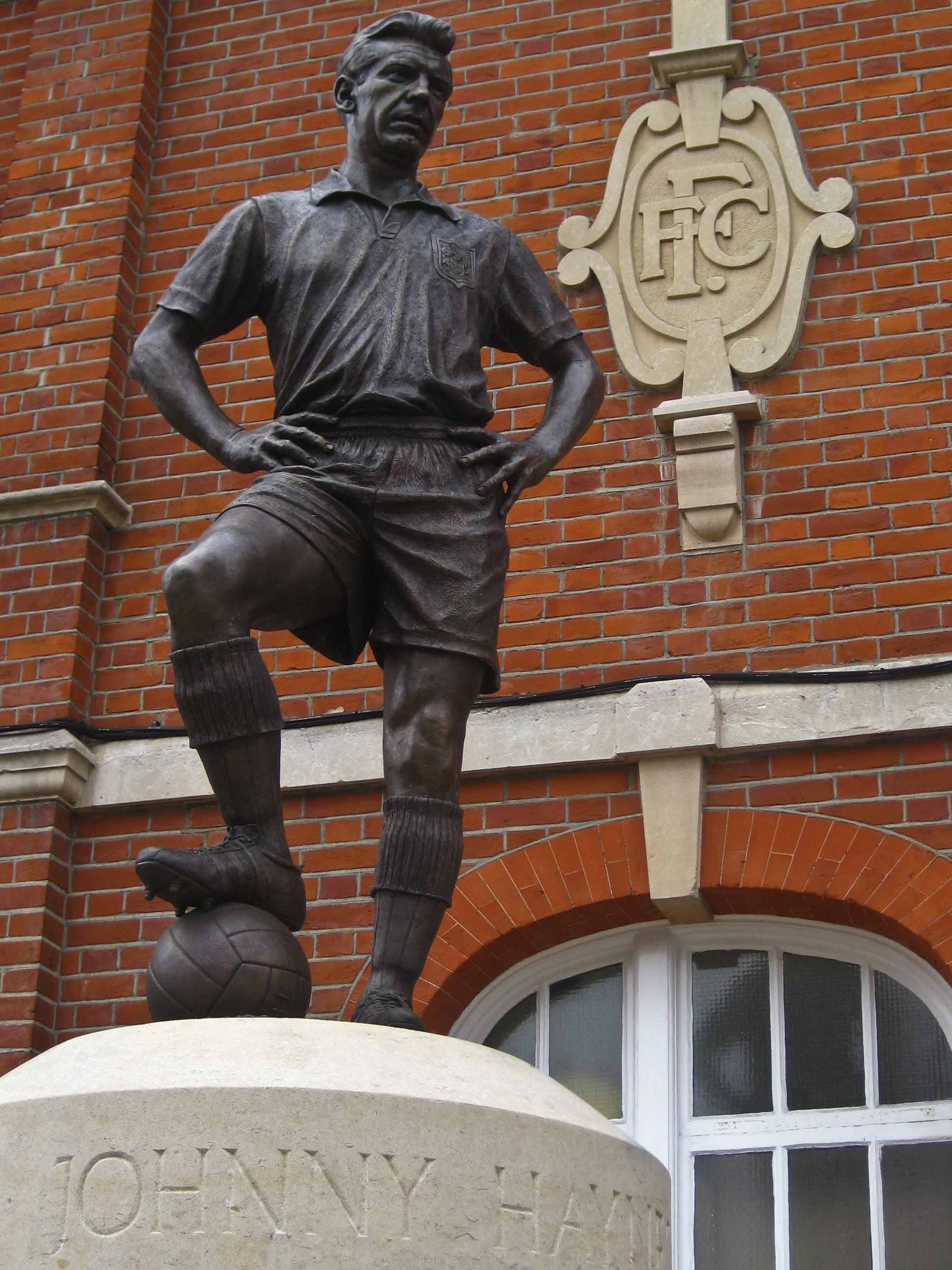
富勒姆最著名球員約翰尼·海恩斯（1934年–2005年）的雕像，作出他經典的雙手叉腰動作，坐落於以他命名的看台之外

直到1949年富勒姆首次進入頂級聯賽後，球場設施才得到進一步的完善。1962年，富勒姆成為甲級聯賽中最後一支在球場豎起泛光燈的球隊。這些泛光燈據說是當時歐洲最昂貴的，因為它們非常現代。河畔平台（Riverside Terrace）上安裝了電子記分牌，同時安裝了泛光燈，上面旗桿飄揚著懸掛所有其他甲級球隊的旗幟。1964年，球員艾倫·穆勒里（Alan Mullery）以72,500英鎊的轉會費出售給熱刺，之後球會花費了其中約42,500英鎊為哈默史密斯看台（Hammersmith End）加建了上蓋。
儘管富勒姆後來降級，但卡雲農舍的發展仍在繼續。河畔平台（Riverside Terrace）常年為人垢病，以前球迷每年都會佔領這裡，但他們不是看足球，而是轉頭觀看另一邊泰晤士河上的賽艇對抗賽。後來河畔平台正式重建並更名為“艾瑞克·米勒看台”，艾瑞克·米勒（Eric Miller）是當時的球會總監。該看台耗資334,000英鎊，可容納4,200個座位，在1972年2月與賓菲加（隊中球員包括尤西比奧）的友誼賽當日落成啟用。比利也曾在卡雲農舍球場比賽，他曾帶領山度士到來與富勒姆進行一場友誼賽。米勒看台的建成將卡雲農舍球場的座席數增加到11,000個，而總容量則增加至40,000人。但是五年後，艾瑞克·米勒在爆出牽涉入政治和金融醜聞後自殺，從後並得知他曾試圖進行不正當交易，將富勒姆搬離卡雲農舍。該看台後來改稱為「河畔看台」（Riverside Stand）。
1963年的拆禮物日，卡雲農舍球場誕生了英格蘭足球聯賽歷史上最快的帽子戲法，富勒姆球員格雷厄姆·萊格特用了不到三分鐘就完成帽子戲法，最後幫助富勒姆以10-1擊敗葉士域治（比數亦是至今的球會紀錄）。國際上最快的帽子戲法紀錄由愛爾蘭球員吉米·奧康納所保持，他於1967年只用了2分14秒就完成了帽子戲法。

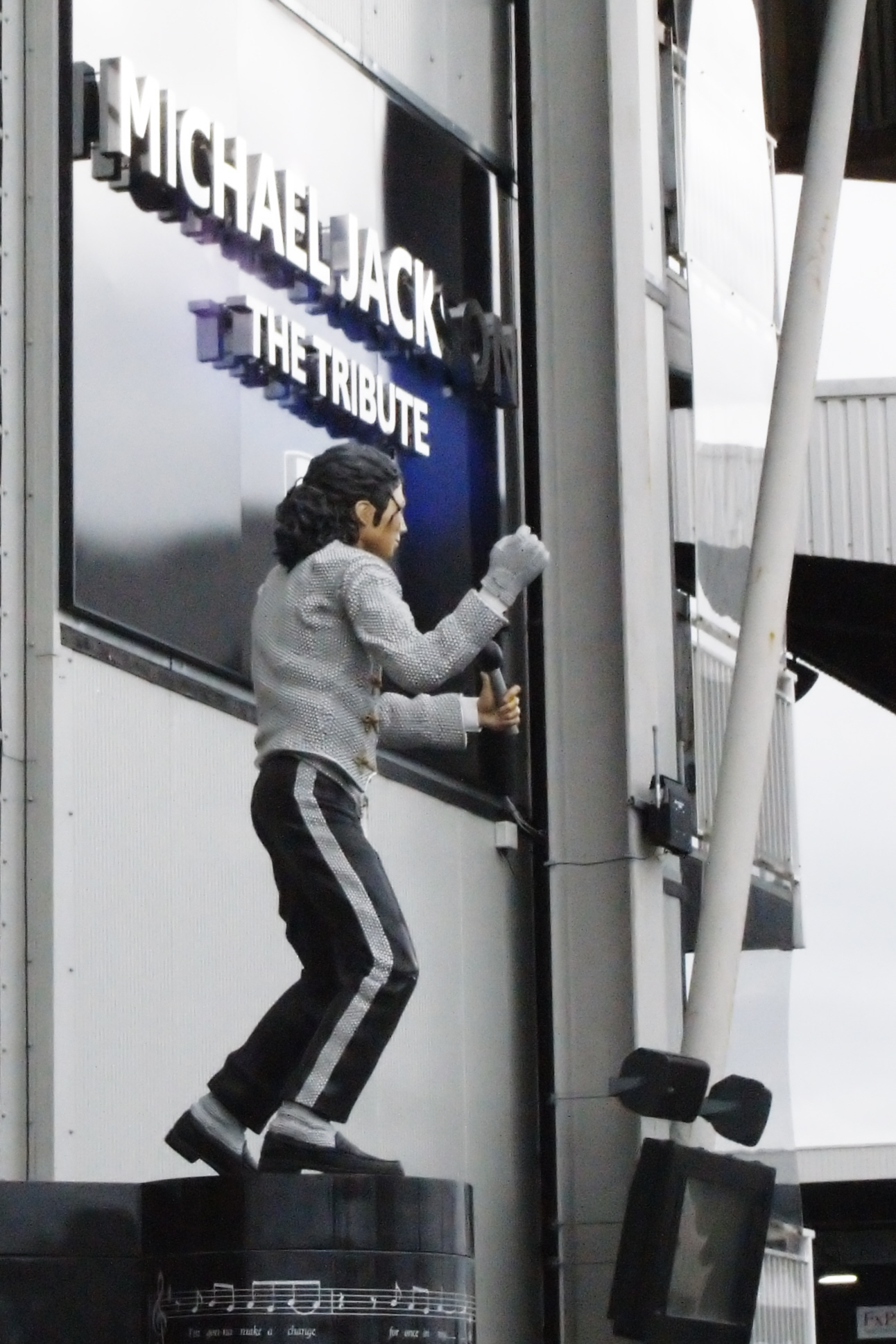
曾立於球場的米高·積遜雕像

1980年至1984年間，欖球隊「富勒姆欖球聯賽隊」（Fulham Rugby League Football Club）亦曾利用卡雲農舍球場作為主場比賽。1984年之後，他們離開卡雲農舍球場，先後改稱為「倫敦十字軍」（London Crusaders）、「倫敦野馬隊」（London Broncos）和「小丑欖球聯賽隊」（Harlequins Rugby League），然後再於2012年賽季之前恢復名稱為倫敦野馬隊。1981年2月15日，富勒姆欖球聯賽隊在卡雲農舍球場對陣韋克菲爾德三一，比賽迎來了欖球隊歷史上最多觀眾入場的紀錄，人數達到了15,013人。

### 近年發展

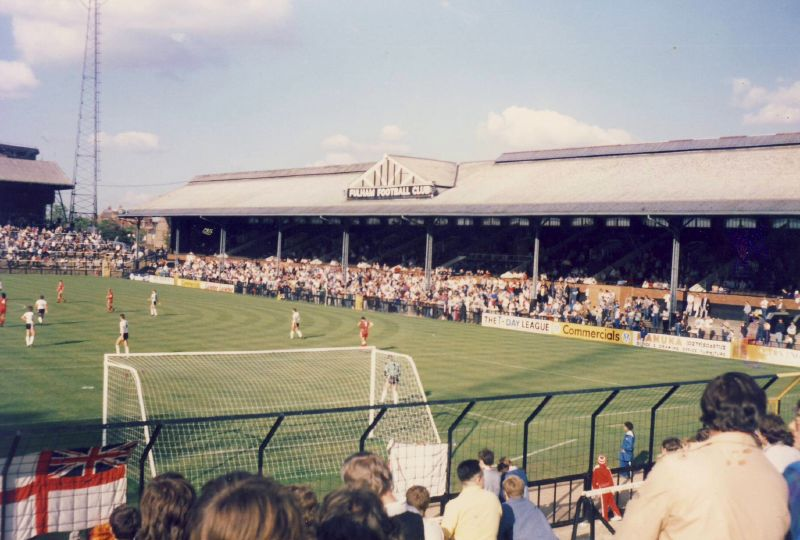
落實泰萊報告書前的卡雲農舍球場

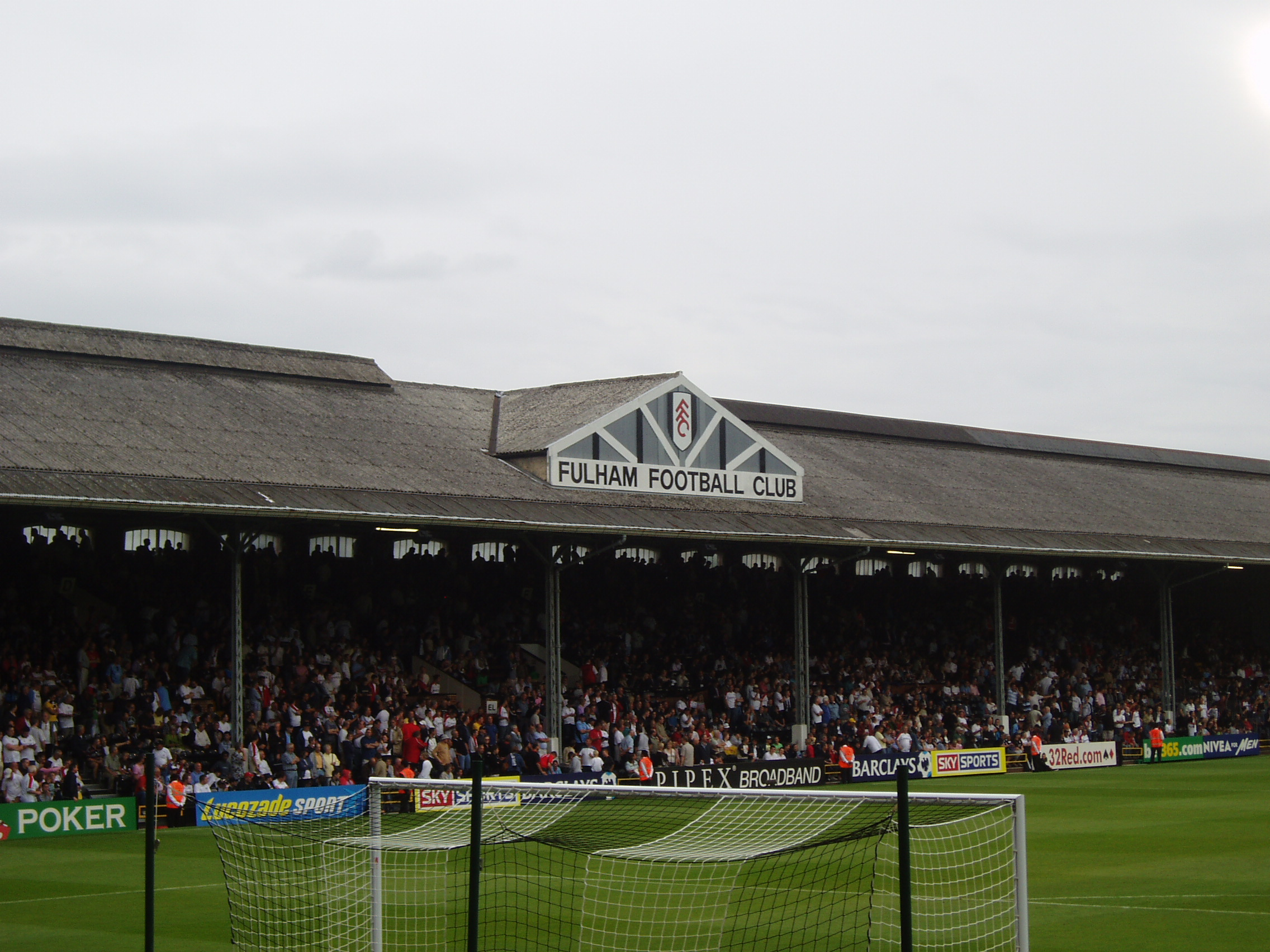
位於海恩斯看台屋頂歷史悠久的三角牆，英國足球場少有僅存的建築

1989年希爾斯堡慘劇發生時，富勒姆正處於足球聯賽系統內倒數第二級的聯賽，因此球會並無迫切需要升級球場。但在泰萊報告書發佈之後，富勒姆雄心勃勃的主席占美·希爾（Jimmy Hill）在1996年提出了一項計劃：將卡雲農舍球場全面升級為全座位球場。但這個計劃從未得到實現，部分原因是遭遇當地居民所組成的壓力團體的反對。所以當富勒姆2001年升入英超聯賽時，卡雲農舍球場仍然設有站立區，這在當時英超參賽球隊之間幾乎是聞所未聞的。當時球會只剩最後一年的時間解決這個問題（首次進入第二級別聯賽的球隊，需要在三年內達到頭兩個級別聯賽所要求的場地標準。富勒姆1999年升入英甲聯賽，到2001年再升入英超時已過兩年。），但是到了2002年4月27日，當季英超最後一場，球隊對李斯特城的聯賽進行之時，球會尚未制定任何重建計劃。那年晚些時候，在卡雲農舍又舉行了兩場國際托托盃比賽（對芬蘭的夏卡和希臘的艾加里奧）。結果，球會最終搬出的解決方案是暫時搬往當地對手昆士柏流浪的主場，洛夫特斯路球場。在暫居期間，許多富勒姆球迷只去客場觀看比賽，以抗議球會搬離卡雲農舍。「回到農舍」（Back to the Cottage），亦即後來的「富勒姆支持者信託基金」（Fulham Supporters Trust），當時作為富勒姆球迷的壓力團體而成立，目的是鼓勵球會主席和他的顧問相信卡雲農舍是富勒姆足球會唯一可行的主場選擇。
在洛夫特斯路球場待了一個半賽季之後，卡雲農舍的重建計劃還沒有定案。2003年12月，球會終於公佈了價值八百萬英鎊的大型重修工程計劃，以使其符合英超聯賽的要求。獲得規劃許可後，工程於2004年1月開始，以滿足新賽季的最後期限。工程結果按期完成，球會在2004-05賽季開始能夠回到自己的主場作賽。他們在全新外觀、可容納22,000人的全座位球場舉行的第一場比賽是2004年7月10日對陣屈福特的季前友誼賽。芬威體育集團最初於2009年與富勒姆合作，因為芬威認為卡雲農舍和芬威球場擁有共同的傳統和奇特之處，並說英格蘭沒有哪個球會比富勒姆更接近芬威的價值觀。
當富勒姆在2013-14賽季完結最終從英超降級的時候，卡雲農舍是英超其中一個最小的球場（是英超第三小的球場，僅次於KC運動場和自由球場）。卡雲農舍因其精緻的建築而備受讚譽，而近年來亦舉辦了幾場國際賽事，其中大部分是澳洲國家隊的賽事。這個球場十分適合澳洲國家隊，因為該國大多數頂級球員都外流到歐洲踢球，而西倫敦亦是澳洲海外國民一個重要的的集居地。此外，2007年2月6日卡雲農舍亦舉行了希臘對韓國的國際賽事。2011年巴西隊亦在這裡與加納隊進行了一場國際友誼賽，2011年歐洲女子聯賽冠軍盃決賽亦在卡雲農舍舉行。
卡雲農舍球場經常舉辦許多其他活動，例如五人制足球錦標賽和婚禮。此外，許多人在非比賽日於河畔餐廳或「農舍咖啡室」（Cottage Cafe）享用周日午餐。卡雲農舍曾於1991年至2000年、2003年、2006年（與著名的賽艇比賽同日舉行）、2008年、2009年和2014年主辦牛橋校際足球賽，並於2006年舉辦足球援助練習賽。卡雲農舍在比賽日的中場休息時間，通常會舉辦一些娛樂活動。這通常包括女子啦啦隊「SW6ers」（以前稱為「The Cravenettes」）的表演。其他曾經舉辦過的活動包括銅管樂隊表演、米高·積遜（只在球場草坪上行走與觀眾見面，不是現場表演）、崔維斯搖滾樂隊演奏、阿拉伯舞蹈表演、控球專業示範和頒獎典禮等。大多數比賽還會舉行「富勒姆心驚膽顫」（Fulham Flutter），即半場抽獎活動；以及某種點球比賽，通常是踢球穿過「籃筐」或「擊敗守門員」的方式得分。在賽季的第一場主場比賽中，每位富勒姆球迷都會穿著黑白顏色衣裳進場，就像到球場舉行嘉年華會一樣。球場旁邊的主教公園（Bishops Park）通常有搖滾樂隊現場演奏、球員簽名活動、小丑、高蹺表演、鋼管樂隊演奏、食物攤位以及免費的兒童訓練課程等等。
富勒姆女子隊（2006年首次解散前）和預備隊偶爾會在卡雲農舍進行主場比賽。其他時間，他們通常在俱樂部位於莫茨普爾公園的訓練場進行比賽。一眾球迷亦替卡雲農舍取了幾個親切的暱稱，包括：（河畔）農舍、要塞（或富勒姆要塞）、泰晤士河畔、友好的牢籠、SW6、河岸之王、希望之家、完美居舍、「真」富勒姆宮和宮殿主場。球場河畔的泰晤士河通常被稱為「老父親」或「夢想之河」。
到達球場最方便的路線是從帕特尼橋站（最近的地鐵站）步行穿過主教公園到達球場外，這段路通常被富勒姆球迷稱為「綠色英里」（因為路程大約一英里並且沿路兩旁都種有宜人的綠色植物）。《電訊報》將這座球場在曾舉辦英超賽事的五十四個場地中排名第九位。

### 重建計劃

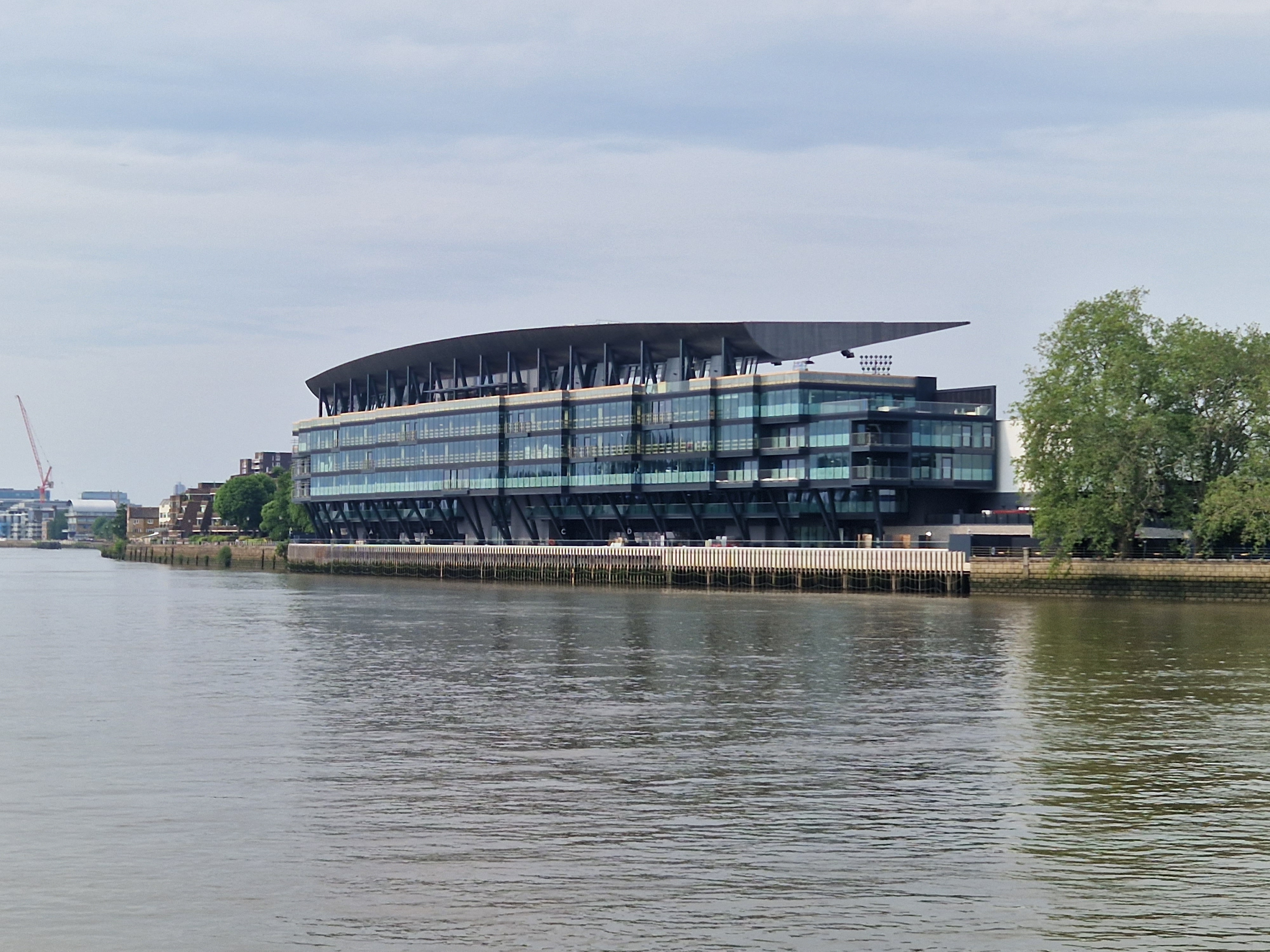
從泰晤士河望向新河畔看台

2012年7月27日，富勒姆足球會獲批准重建河畔看台，將卡雲農舍的座位數增加至30,000個。先前對富勒姆球場的計劃曾有各種傳言，包括計劃在西倫敦興建40,000個座位新的白城體育場並與昆士柏流浪重新共享場地，儘管後來這些傳言似乎因擬議地點上確定建設西田購物中心而不攻自破。董事會似乎已經放棄了當初讓富勒姆成為「南方曼聯」的雄心壯志，因為很明顯這樣的計劃將會十分昂貴。由於倫敦西南部的大片新土地非常珍貴，富勒姆後來似乎致力於在夏季休季期間逐漸增加球場的容量。2008年夏季，哈默史密斯看台的容量略有增加。富勒姆先前曾於2007年宣布，他們計劃將卡雲農舍的容量增加4,000個座位，但尚未進行。球場的建設尚有其他建議，其中包括興建一座橫跨泰晤士河的橋樑，以配合重新開發的河畔看台和新建博物館。更多可持續的計劃在2011年10月的「富勒姆永續」（Fulham Forever）活動中湧現。2010年5月，阿法耶茲以15億英鎊出售所持有的哈洛德百貨公司，作為唯一可行的擴展區域，一項詳細的重建計劃開始對應河畔看台有所制定。該計劃包括拆除河畔看台及其後方，在現有座位數量的基礎上增加一層新的座位和一排企業包廂；使卡雲農舍的容量增加到30,000人。考慮到當地居民的情況，該提案將會：重新開放河畔步道；拆除泛光燈桿以減少光害；新的出入口將使比賽日人群更易於管理；新看台的外觀設計將考慮其在泰晤士河畔的位置。2013年3月，白金漢建築集團（Buckingham Group）被選為此專案的施工公司。2019年5月，富勒姆會方確認新河畔看台的工程將於2019年夏季開始。在2019-20年、2020-21年和2021-22年賽季期間，球場的容量暫時減少至19,000人。會方於2022年3月17日宣布，河畔看台的下層將於2022-23年賽季向2000多名支持者開放，季票從3月29日起開始發售。

## 球場設施

### 哈默史密斯看台

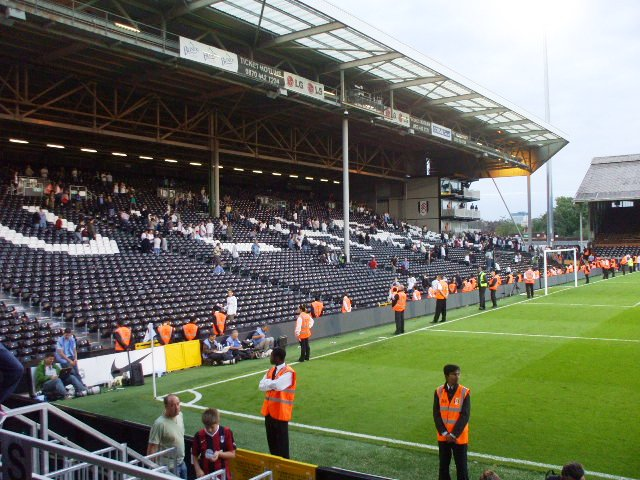
哈默史密斯看台

哈默史密斯看台（Hammersmith End）是卡雲農舍球場北端看台，位置上最為接近哈默史密斯區。興建看台屋頂的資金是透過將阿倫·穆萊利出售給熱刺而獲得的。傳統上，哈默史密斯看台是主隊球迷所坐的看台，看台後排有許多球迷在比賽期間就直接站著觀賽。如果富勒姆球員賽前贏得了擲骰，他們通常會選擇在下半場面向哈默史密斯看台作賽。鐵桿球迷傾向於坐在（或更確切地說是站著）哈默史密斯看台的後半部分，以及整個H5區（忠實球迷稱為「H區」）。直到2004年看台重新開放之前，看台上一直設有露台，但後來為了遵守泰萊報告書公佈後的聯賽規定，露台被拆除並由座席取代。

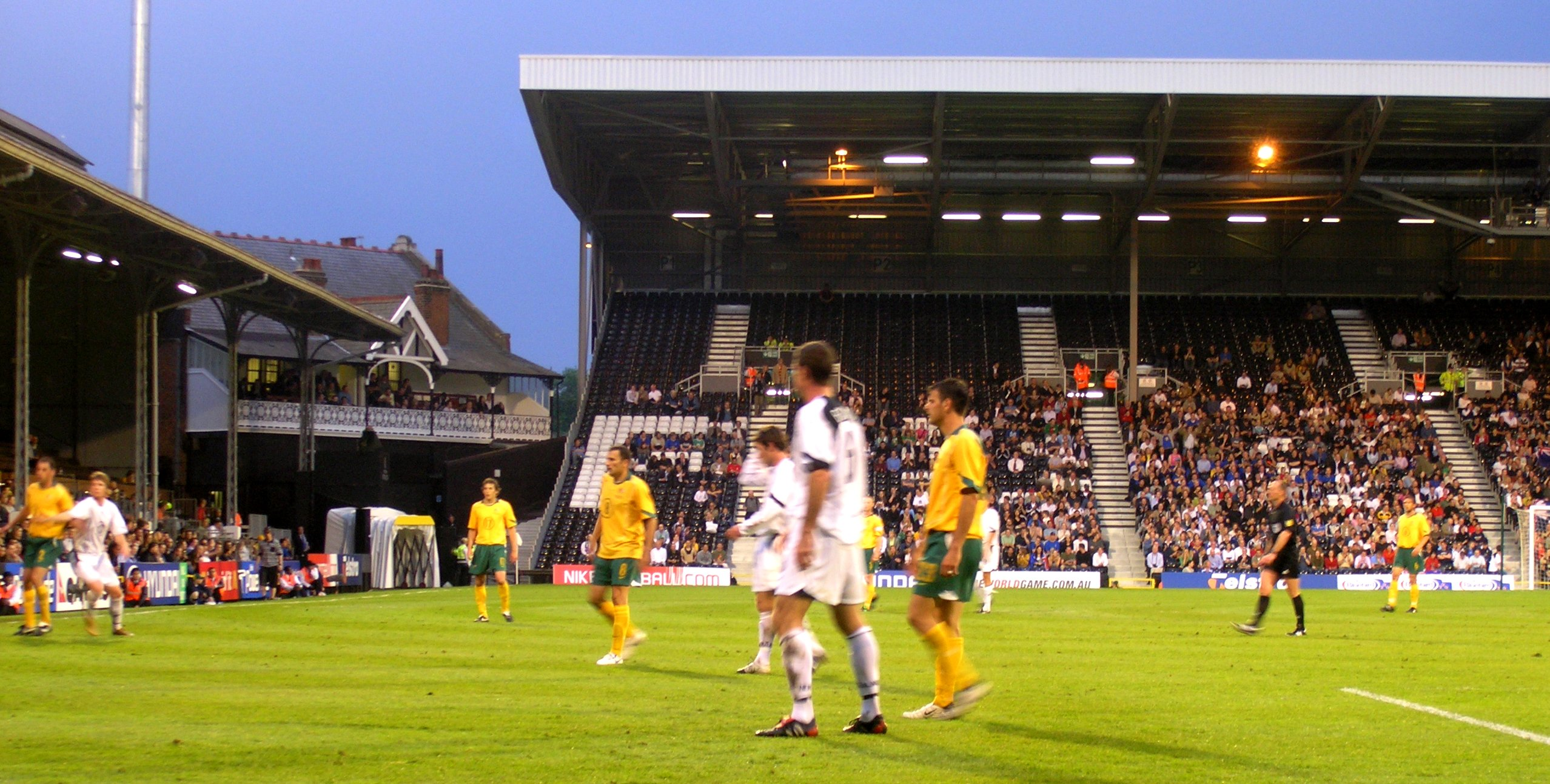
2005年澳洲對新西蘭的友誼賽，圖片背景是位於帕特尼看台的「小瑞士」區域

### 帕特尼看台
帕特尼看台（Putney End）是球場南端看台，位置上最為接近帕特尼區，背靠主教公園（Bishops Park）。這個看台同時容納主隊和客隊球迷，比賽時由球場管理員分隔開，客隊球迷通常被分配到P5和P6區。以前富勒姆隊球員所代表國家的國旗都會在屋頂上懸掛，不過這些旗幟在2006-07年賽季開始後被拆除，現時帕特尼看台上設有一個電子記分牌。看台鄰近河畔的一邊角落有種有一棵梧桐樹。

### 河畔看台

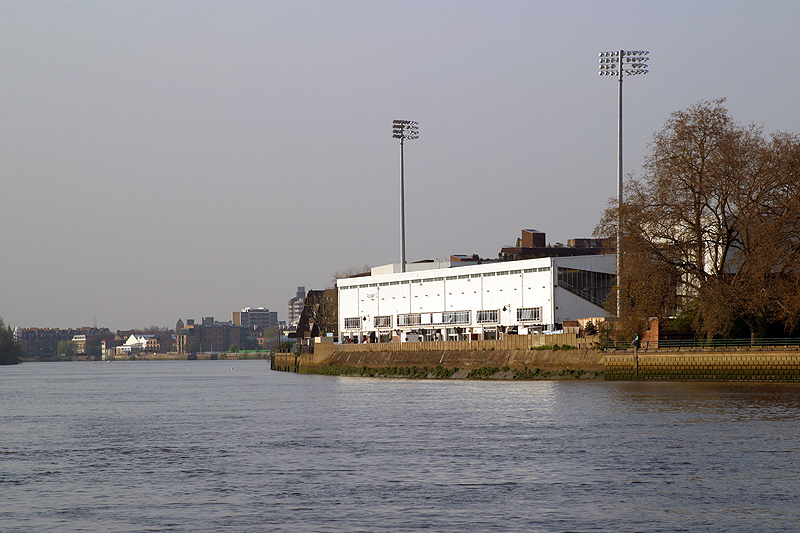
位於泰晤士河邊的舊河畔看台（直至2019年）

河畔看台最初是背靠泰晤士河的一個河堤平台。球迷平台上方還設有大型廣告看板。1971年-1972年，這裡興建了一個全座位看台，最初稱為河畔看台（該名稱在1971年12月4日富勒姆對陣卡素爾聯的比賽場刊中得到確認）。其硬朗的線條、金屬和混凝土的飾面與對面以紅磚砌成，古色古香的約翰尼·海恩斯（Johnny Haynes）看台形成鮮明對比。看台在對賓菲加（隊中球員包括尤西比奧）的友誼賽當日落成啟用。1977年10月4日，在富勒姆當日對陣伯恩利的比賽日程中顯示，河畔看台正式更名為「艾瑞克·米勒看台」，這個時候前球會副主席剛逝世不久。但有時候有人卻講出一個截然相反的故事，聲稱看台名稱是在發現米勒自殺後才由「艾瑞克·米勒看台」改回「河畔看台」。米勒死前因欺詐和挪用公款而受到調查。看台的名稱於1990年代實際上恢復為「河畔看台」。
與其他三個看台不同，河畔看台背靠泰晤士河，水平高於球場草坪。看台上除了富勒姆球迷區外還包括企業接待包廂。占美·希爾曾經提到河畔看台「有點像倫敦守護神劇院」，因為V區和W區（看台中間部分）經常擠滿了富人和名人（通常也包括班主阿法耶茲）。看台當時有幾個哈洛德百貨的廣告看板。廣告看板上方是龍門架，供媒體和攝影機使用。不出意料地該看台的門票通常是最容易購買的，因為看台其中一些門票價格相對昂貴。哈默史密斯看台（Hammersmith End）位於其左側，帕特尼看台（Putney End）位於其右側，對面是約翰尼·海恩斯看台。
1970年代，卡雲農舍球場經常被洪水淹沒，河水每次都從河畔看台湧入球場。看台上設有佐治·高漢餐廳，而在非比賽日則有位於卡雲農舍附近的農舍咖啡室。（區內著名的河畔咖啡室也在球場附近）。1960年代，在英國喜劇演員，時任球會主席湯米·川德的倡議下，河畔看台上泰晤士河邊都飄揚著甲組聯賽所有其他球隊的旗幟。然而，當富勒姆在1968年降級時，川德決定不再更換旗幟，因為他當時預言「富勒姆下個賽季亦不會在這個級別」。正如川德的預言，富勒姆賽季後果然再次降級。後來看台的屋頂被給予球會贊助商使用作屋頂廣告，曾利用看台屋頂的贊助商包括VisitFlorida、Pipex.com、FxPro、Lee Cooper Jeans和LG。

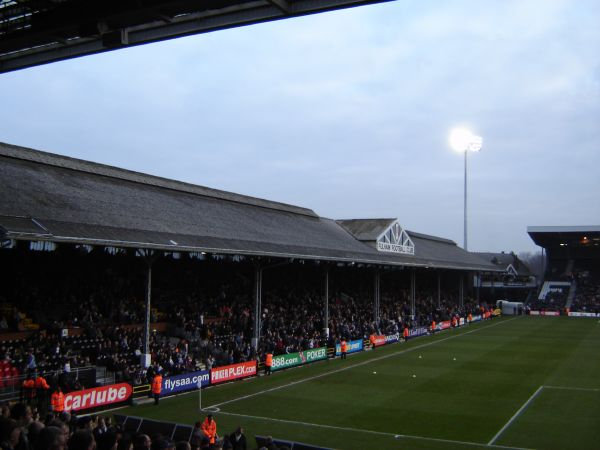
卡雲農舍球場的約翰尼·海恩斯看台，二級歷史建築

2019-20年賽季結束後，河畔看台被拆除並且重建。預計竣工後，球場容量將增至約29,600人。2019年11月26日，主席舍希德·汗（Shahid Khan）宣布，新開發案將被稱為「富勒姆碼頭」（Fulham Pier），新看台及河畔步道將成為比賽日之外的遊客的目標場地。但是有幾個原因導致重建工程的完成時間從2021年大幅推遲到2024年。

### 約翰尼·海恩斯看台

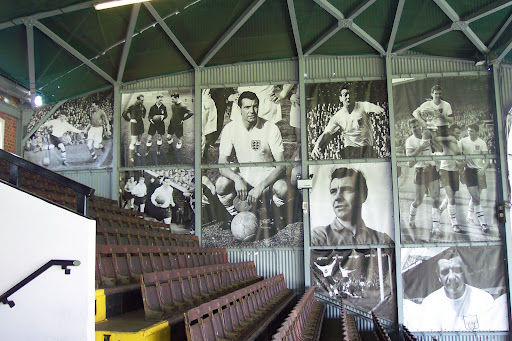
看台內部景觀，牆上掛滿約翰尼·海恩斯的相片

約翰尼·海恩斯看台（Johnny Haynes Stand）最初被稱為史提芬納治路看台（Stevenage Road Stand），是以其背靠的道路所命名，是現時英格蘭足球聯賽和一眾職業足球會當中現存最古老的足球看台，始建於1905年，屬於二級受保護建築。看台由阿奇巴爾·雷奇所設計，包含售票處和球會商店，並設有原始的「賓納」（Bennet）木製座椅。 2005年球會傳奇球員約翰尼·海恩斯去世後，看台以他的名字重新命名。
面向史提芬納治路的外牆以紅磚鋪砌，並以藝術形式展示了球會的舊徽章。裝飾柱上顯示球會的成立日期為1880年，儘管這被認為並不是正確日期。此外，立面上還刻有一塊特殊的石頭，以紀念支持者成立的籌款團體Fulham 2000以及球會重返卡雲農舍球場。家庭包廂位於看台的兩個角落，一角靠近哈默史密斯看台，另一角靠近帕特尼看台。看台前部現在設有塑膠座椅，但最初是站立區域。孩子們經常被安置在這個包廂的前面，並且該區域有一個獨特的白色尖樁籬笆，以防止球迷進入球場草坪，直到1970年代為止。

### 農舍小屋

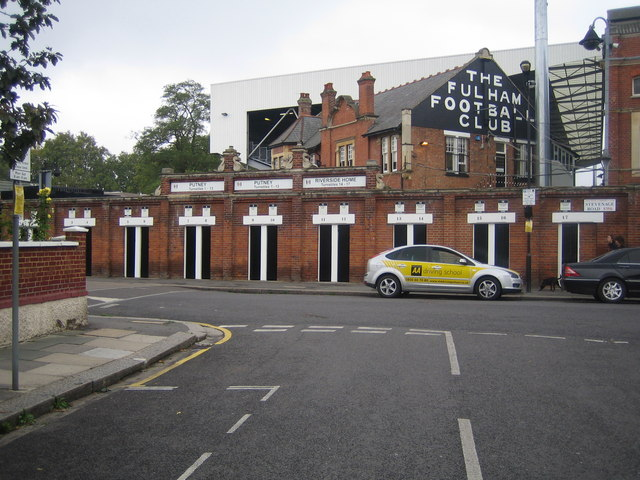
球場外望向農舍小屋

農舍小屋和約翰尼·海恩斯看台的歷史可以追溯到1905年，由著名足球建築師阿奇巴爾·雷奇設計建造。除了更衣室之外，農舍（也稱為俱樂部會所）傳統上是供球員的家人和朋友坐在陽台上觀看比賽。過去，董事會會議也曾在卡雲農舍球場舉行。農舍小屋裡掛著一張大掛毯，上面寫著「仍然相信」。它概括了球隊近年來其中一個著名的時刻，2010年當時富勒姆在歐霸盃準決賽次回合中面對漢堡先失球，球迷們現場用「如果你仍然相信，就站起來」的口號喚醒了球員們的鬥志，結果球隊之後反敗為勝闖入決賽。除了球場這一邊的農舍小屋之外，在球場的其他三個角落裡，都有所謂的大型「文件櫃」，它們是樓高三層的企業包廂，但目前靠近帕特尼看台一邊的包廂已因河畔球場的重建工程而被拆除。

## 詳情

### 紀錄

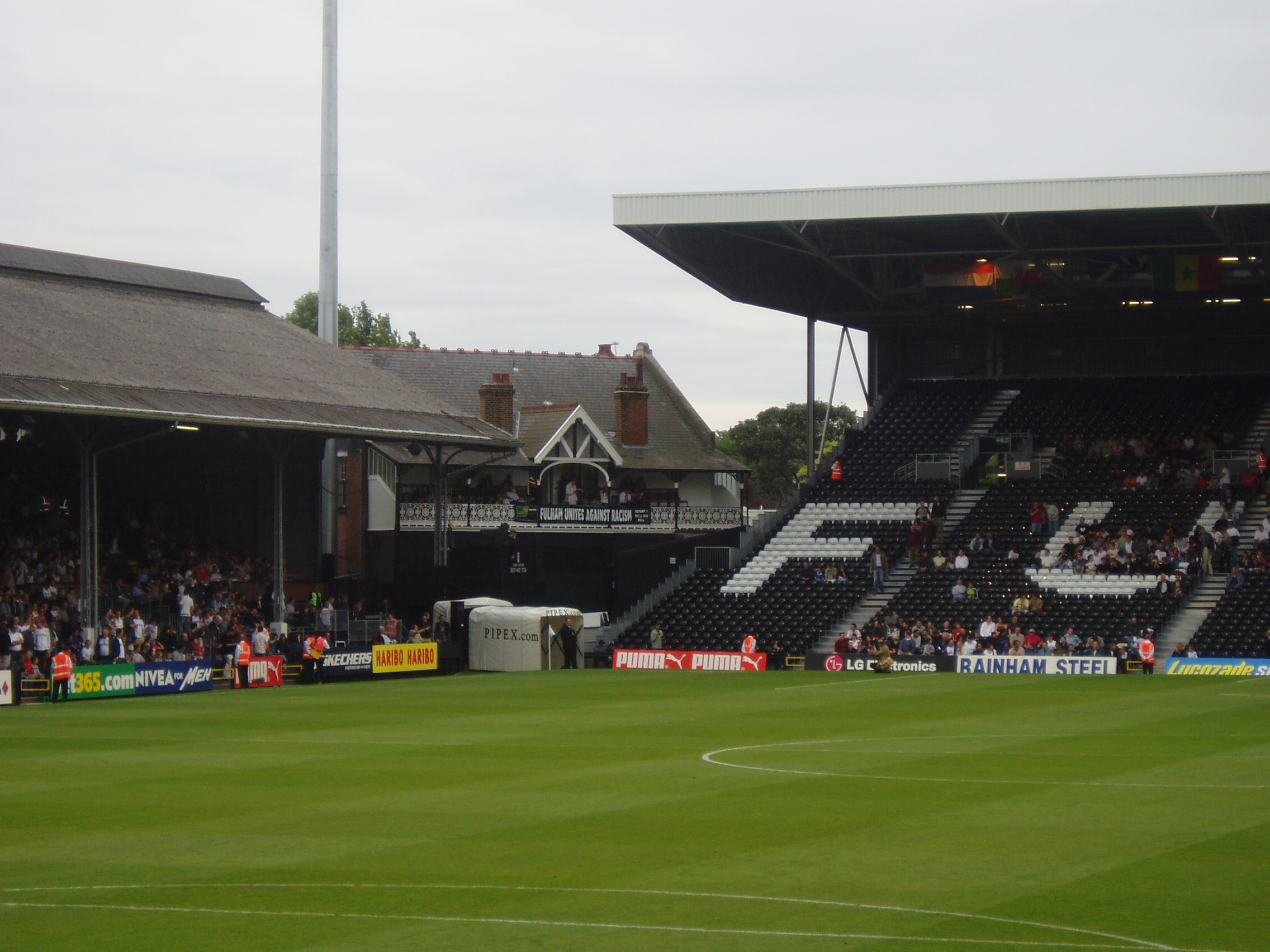
歷史可以追溯至1905年的農舍小屋

- 入場人數最高紀錄: 49,335人 對 米禾爾，[3]1938年10月8日 – 乙組聯賽
- 入場全座席人數最高紀錄: 25,700人 對:
  - 阿仙奴，2009年9月26日星期六 – 英超聯賽[127]
  - 利物浦，2009年10月31日星期六 – 英超聯賽[128]
  - 曼聯，2009年12月19日星期六 – 英超聯賽[129]
  - 漢堡，2010年4月29日星期四 – 歐霸盃準決賽次回合[130]
  - 阿士東維拉，2011年8月13日星期六 – 英超聯賽[131]
  - 曼聯，2011年12月21日星期三 – 英超聯賽[132]
  - 阿仙奴，2012年1月2日星期一 – 英超聯賽[133]
  - 諾域治，2012年3月31日星期六 – 英超聯賽[134]
  - 修咸頓，2012年12月26日星期三 – 英超聯賽[135]
  - 史雲斯，2012年12月29日星期六 – 英超聯賽[136]
  - 阿仙奴，2013年4月20日星期六 – 英超聯賽[137]
  - 曼聯，2013年11月2日星期六 – 英超聯賽[138]
  - 修咸頓，2014年2月1日星期六 – 英超聯賽[139]
  - 侯城，2014年4月26日星期六 – 英超聯賽[140]

### 總入場人數
- 總入場人數: 31,234,275人 （截至2013年一月）[141][142]
- 平均入場人數: 15,759人 （在130間英格蘭球會中排行第31位）[141][142]

## 國際賽事

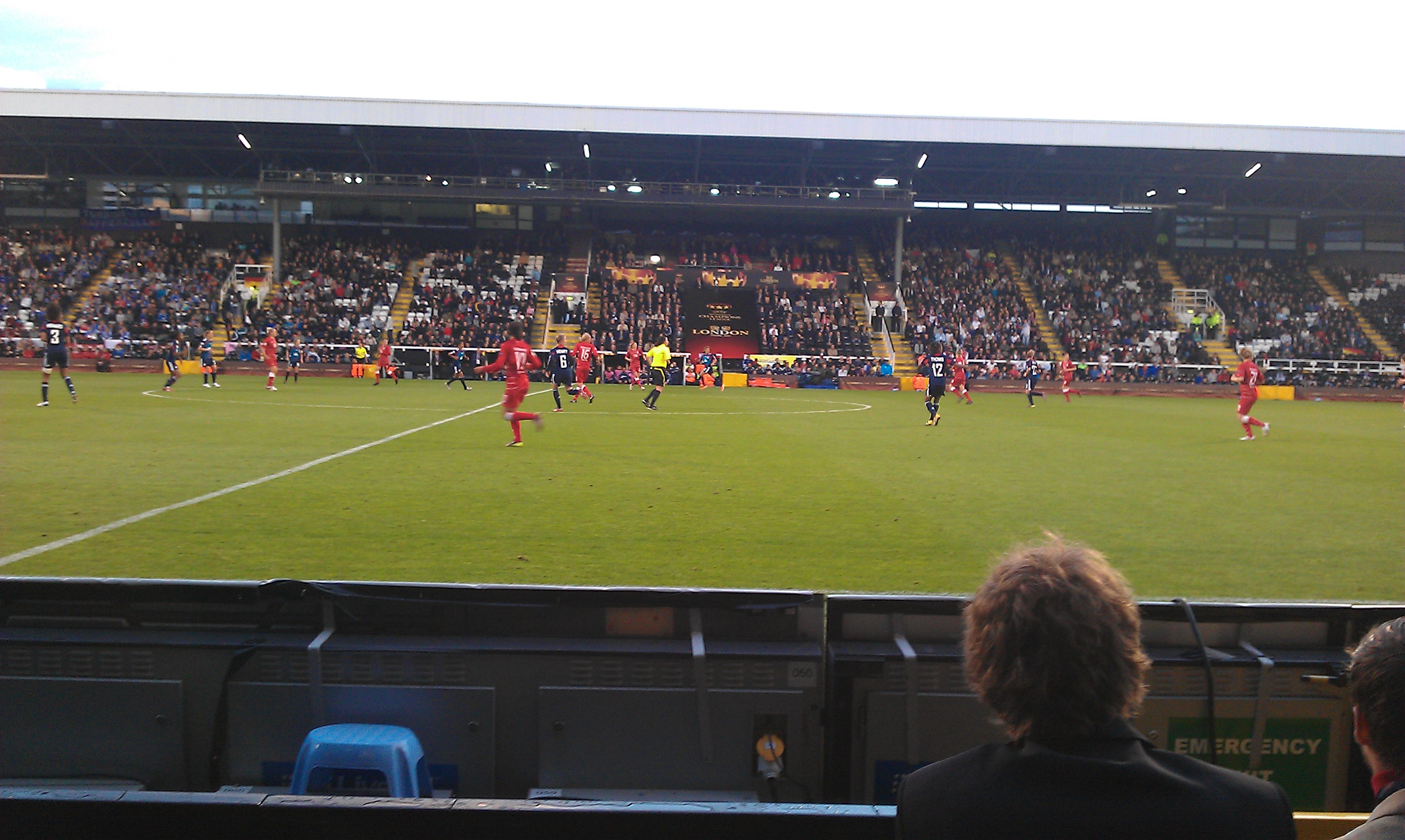
2011年歐洲女子聯賽冠軍盃決賽舉行時候的河畔看台

1973年5月8日，卡雲農舍舉行了北愛爾蘭對塞浦路斯的1974年世界盃外圍賽，由於北愛爾蘭問題，比賽從貝爾法斯特移師至卡雲農舍進行。結果北愛爾蘭以3-0獲勝，上半場已經鎖定最終比分。
2000年2月22日，這裡舉辦了英格蘭U21對阿根廷U21的國際21歲以下足球賽。憑藉李·軒祖於60分鐘的進球，主隊最終以1-0比分獲勝，現場觀眾人數達到15,747人。
近年來，卡雲農舍球場舉辦了多場國際賽事，包括2008年5月愛爾蘭國家隊兩場分別對哥倫比亞和尼日利亞的國際友誼賽and May 2009以及2012年對阿曼的友誼賽。
近年來，韓國國家足球隊也曾三次使用這裡進行國際友誼賽，分別是在2007年2月對陣希臘、2009年11月對塞爾維亞、以及2013年2月對克羅地亞。
2007年11月17日，澳洲在卡雲農舍球場舉行的國際友誼賽中以1-0擊敗尼日利亞。2011年5月26日，卡雲農舍球場舉辦了2011年歐洲女子聯賽冠軍盃決賽，決賽雙方為里昂和波茨坦渦輪。2011年9月，加納對巴西的友誼賽也在卡雲農舍球場舉行。2013年10月15日，澳洲在卡雲農舍球場以3-0擊敗加拿大。2014年5月28日，蘇格蘭以2-2戰平已獲得2014年世界盃決賽周資格的尼日利亞。
2018年3月27日的國際友誼賽中，澳洲以卡雲農舍為主場迎戰哥倫比亞，比賽最終以0-0握手言和，兩隊均獲得了2018年俄羅斯世界盃決賽周的參賽資格。

### 其他
- 富勒姆欖球聯賽隊（英语：London Broncos#1980–1991: Fulham R.L.F.C.），現時的倫敦野馬隊，於1980年至1984年期間以卡雲農舍球場為主場，[10]最高入場人數為15,013人。[44]卡雲農舍球場亦曾舉辦牛橋的聯校足球及欖球賽事。[68]
- 卡雲農舍球場是澳洲國家足球隊在澳洲本土以外以主場身份舉行最多國家隊賽事的海外球場，而且是主辦（中立）國際友誼賽的先驅球場之一。
- 富勒姆是最後一支在英超聯賽中球場曾擁有企位的球隊，卡雲農舍球場在2001-02年英超賽季中球場內仍然有企位存在——這已經是泰勒報告書（英语：Taylor Report）公佈在這個級別聯賽中全面禁止球場企位的八年之後[17]。
- 卡雲農舍球場原址是被一大片林地所覆蓋[150]。原址上的一棵梧桐樹仍然留在帕特尼看台的一角存活至今[104]，這亦是現今英國所有職業足球場內唯一能夠找到的一棵樹[103]。
- 2011年4月3日，在富勒姆對黑池的比賽開始之前，在球場內揭幕了一個米高·積遜的雕像。這位於2009年去世的歌手並不是富勒姆球迷，對足球也沒有任何興趣，但他曾觀看了一次富勒姆的比賽，他曾說：「富勒姆球迷就像我音樂會上的人一樣。我想跳起來開始跳舞」[151]；他亦是委託建造雕像的球會主席阿法耶茲的好友[152][153]。2013年，阿法耶茲表示雕像將會從球場被移至他所擁有的另一處物業[154]，但最終2014年雕像被移到曼徹斯特的國家足球博物館。該雕像於2019年3月突然從博物館的公共展示中撤下，這被認為可能是與當時已播出幾天的英國第四台和美國HBO製作的紀錄片《離開夢幻島》中對米高·積遜提出的性虐待指控有關[155]。
- 2016年沙特超級盃，2016年8月8日於卡雲農舍球場舉行。90分鐘後，雙方1-1打成平手。在沒有加時賽之下，最終希拉爾在點球大戰中以4-3輸給艾阿里。

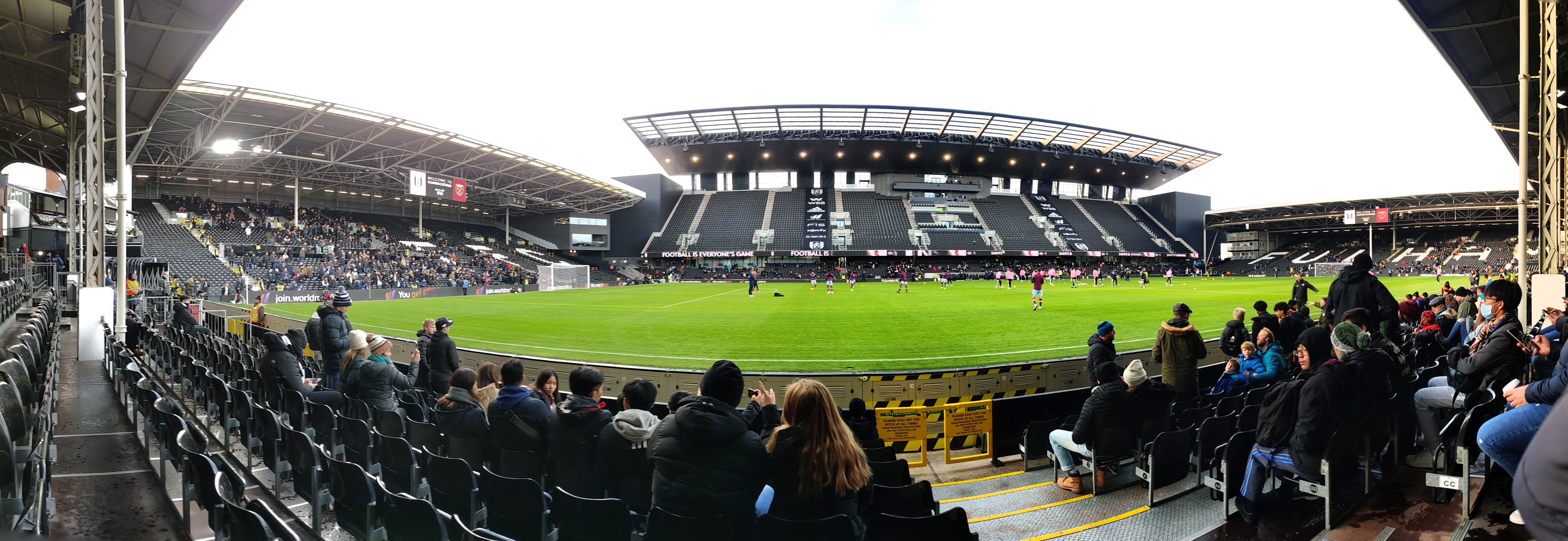
從約翰尼·海恩斯看台望向新河畔看台的全景視圖

- 2023年10月，英國有出版社出版了一本名為《卡雲農舍 - 250年》（Craven Cottage - 250 years）的書，記錄了該地從1777年第一座卡雲農舍建立以來及之後其15位主人直至現代的歷史。

## 延伸閱讀
- Inglis, Simon. . English Heritage. 2005. ISBN 1-85074-918-3.
- Whitehead, Richard. . The Times (London). 18 April 2005  [2024-01-03]. （原始内容存档于2005-12-23）.

## 外部連結
- 英國足球朝聖指覽 - 倫敦 u-soccer.com
- 卡雲農舍球場 （页面存档备份，存于）
- 卡雲農舍球場社交媒體